# Чемпіонат Європи з хокею із шайбою серед юніорів 1991
Чемпіонат Європи з хокею із шайбою серед юніорів 1991 — двадцять четвертий чемпіонат Європи з хокею із шайбою серед юніорів. Чемпіонат пройшов у містах Списька Нова Весь та Пряшів (Чехословаччина) з 4 по 11 квітня 1991. Чемпіоном Європи стала юнацька збірна Чехословаччини.

## Група А

### Попередній раунд
Група 1
| Збірна       | 1    | 2    | 3    | 4    | ШЗ/ШП | О |
| ------------ | ---- | ---- | ---- | ---- | ----- | - |
| 1. Фінляндія |      | 5:2  | 14:0 | 8:0  | 27:02 | 6 |
| 2. Швеція    | 2:5  |      | 19:2 | 12:2 | 33:09 | 4 |
| 3. Норвегія  | 0:14 | 2:19 |      | 9:0  | 11:33 | 2 |
| 4. Франція   | 0:8  | 2:12 | 0:9  |      | 02:29 | 0 |

Група 2
| Збірна            | 1    | 2    | 3    | 4    | ШЗ/ШП | О |
| ----------------- | ---- | ---- | ---- | ---- | ----- | - |
| 1. Чехословаччина |      | 3:3  | 7:0  | 13:1 | 23:04 | 5 |
| 2. СРСР           | 3:3  |      | 10:1 | 10:4 | 23:08 | 5 |
| 3. Німеччина      | 0:7  | 1:10 |      | 5:4  | 06:21 | 2 |
| 4. Польща         | 1:13 | 4:10 | 4:5  |      | 09:28 | 0 |

### Фінальний раунд
Чемпіонська група
| Збірна            | 1     | 2      | 3      | 4      | 5      | 6      | ШЗ/ШП | О  |
| ----------------- | ----- | ------ | ------ | ------ | ------ | ------ | ----- | -- |
| 1. Чехословаччина |       | (3:3)  | 8:1    | 5:1    | (7:0)  | 14:2   | 43:07 | 9  |
| 2. СРСР           | (3:3) |        | 5:4    | 5:0    | (10:1) | 9:1    | 32:09 | 9  |
| 3. Фінляндія      | 1:8   | 4:5    |        | (5:2)  | 15:0   | (14:0) | 39:21 | 6: |
| 4. Швеція         | 1:5   | 0:5    | (2:5)  |        | 19:3   | (19:2) | 41:20 | 4  |
| 5. Німеччина      | (0:7) | (1:10) | 0:15   | 3:19   |        | 9:5    | 13:57 | 2  |
| 6. Норвегія       | 2:14  | 1:9    | (0:14) | (2:19) | 6:9    |        | 11:65 | 0  |

7-е місце
| Польща | 6:2 (2:1, 2:1, 2:0) | 8:3 (2:1, 3:2, 3:0) | Франція |  |

Франція вибула до Групи «В». Збірна СРСР виступила востаннє на чемпіонаті, її правонаступником стала збірна Росії, збірні Латвії, Литви, Білорусі та України стартували в Групі «С», збірна Казахстану стартувала в аналогічному азійському турнірі.

### Призи та нагороди чемпіонату
| Нагорода            | Гравець          | Збірна         |
| ------------------- | ---------------- | -------------- |
| Найкращий бомбардир | Петер Форсберг   | Швеція         |
| Найкращий воротар   | Мілан Гнілічка   | Чехословаччина |
| Найкращий захисник  | Роман Гамрлик    | Чехословаччина |
| Найкращий нападник  | Олексій Ковальов | СРСР           |

## Група В
Матчі пройшли 23 — 30 березня 1991 у Хаці (Іспанія).

### Попередній раунд
Група 1
| Збірна       | 1   | 2   | 3   | 4   | ШЗ/ШП | О |
| ------------ | --- | --- | --- | --- | ----- | - |
| 1. Швейцарія |     | 5:2 | 6:2 | 6:2 | 17:06 | 6 |
| 2. Югославія | 2:5 |     | 6:2 | 8:1 | 16:08 | 4 |
| 3. Австрія   | 2:6 | 2:6 |     | 6:1 | 10:13 | 2 |
| 4. Іспанія   | 2:6 | 1:8 | 1:6 |     | 04:20 | 0 |

Група 2
| Збірна        | 1   | 2    | 3   | 4    | ШЗ/ШП | О |
| ------------- | --- | ---- | --- | ---- | ----- | - |
| 1. Італія     |     | 3:1  | 9:1 | 4:1  | 16:03 | 6 |
| 2. Данія      | 1:3 |      | 5:3 | 12:0 | 18:06 | 4 |
| 3. Румунія    | 1:9 | 3:5  |     | 7:3  | 11:17 | 2 |
| 4. Нідерланди | 1:4 | 0:12 | 3:7 |      | 04:23 | 0 |

### Фінальний раунд
Перша група
| Збірна       | 1     | 2     | 3     | 4     | ШЗ/ШП | О |
| ------------ | ----- | ----- | ----- | ----- | ----- | - |
| 1. Швейцарія |       | (5:2) | 8:0   | 9:0   | 22:02 | 6 |
| 2. Югославія | (2:5) |       | 3:5   | 6:4   | 11:14 | 2 |
| 3. Данія     | 0:8   | 5:3   |       | (1:3) | 06:14 | 2 |
| 4. Італія    | 0:9   | 4:6   | (3:1) |       | 07:16 | 2 |

Втішна група
| Збірна        | 1     | 2     | 3     | 4     | ШЗ/ШП | О |
| ------------- | ----- | ----- | ----- | ----- | ----- | - |
| 1. Австрія    |       | 6:2   | (6:1) | 13:6  | 25:09 | 6 |
| 2. Румунія    | 2:6   |       | 5:1   | (7:3) | 14:10 | 4 |
| 3. Іспанія    | (1:6) | 1:5   |       | 5:3   | 07:14 | 2 |
| 4. Нідерланди | 6:13  | (3:7) | 3:5   |       | 12:25 | 0 |

Швейцарія підвищилась до Групи «А», Нідерланди вибули до Групи «C».

## Група C
Матчі пройшли 7 — 10 березня в Софії (Болгарія).
| Збірна             | 1    | 2    | 3    | 4    | ШЗ/ШП | О |
| ------------------ | ---- | ---- | ---- | ---- | ----- | - |
| 1. Велика Британія |      | 4:3  | 11:1 | 13:1 | 28:05 | 6 |
| 2. Болгарія        | 3:4  |      | 5:4  | 21:1 | 29:09 | 4 |
| 3. Угорщина        | 1:11 | 4:5  |      | 13:0 | 18:16 | 2 |
| 4. Бельгія         | 1:13 | 1:21 | 0:13 |      | 02:47 | 0 |

Велика Британія підвищилась до Групи «В».